# Кустарниковые топаколо
Кустарниковые топаколо (лат. Melanopareia) — род южноамериканских воробьиных птиц, долгое время входивший в состав семейства топаколовых. В 2007 году положение рода в семействе топаколовых было поставлено под сомнение и Американский орнитологический союз выделил для него отдельное монотипическое семейство Melanopareiidae. Впоследствии семейство было признано Международным союзом орнитологов и книге The Clements Checklist of Birds of the World. Семейство Melanopareiidae стало валидным в 2009 году.

## Описание
Длина кустарниковых топаколо от 14 до 16 см, масса — от 16 до 23 г, и по сравнению с другими топаколо эти птицы имеют довольно длинный хвост. Птицы имеют отличительную полосу поперёк груди, давшее роду название.

## Среда обитания и распространение

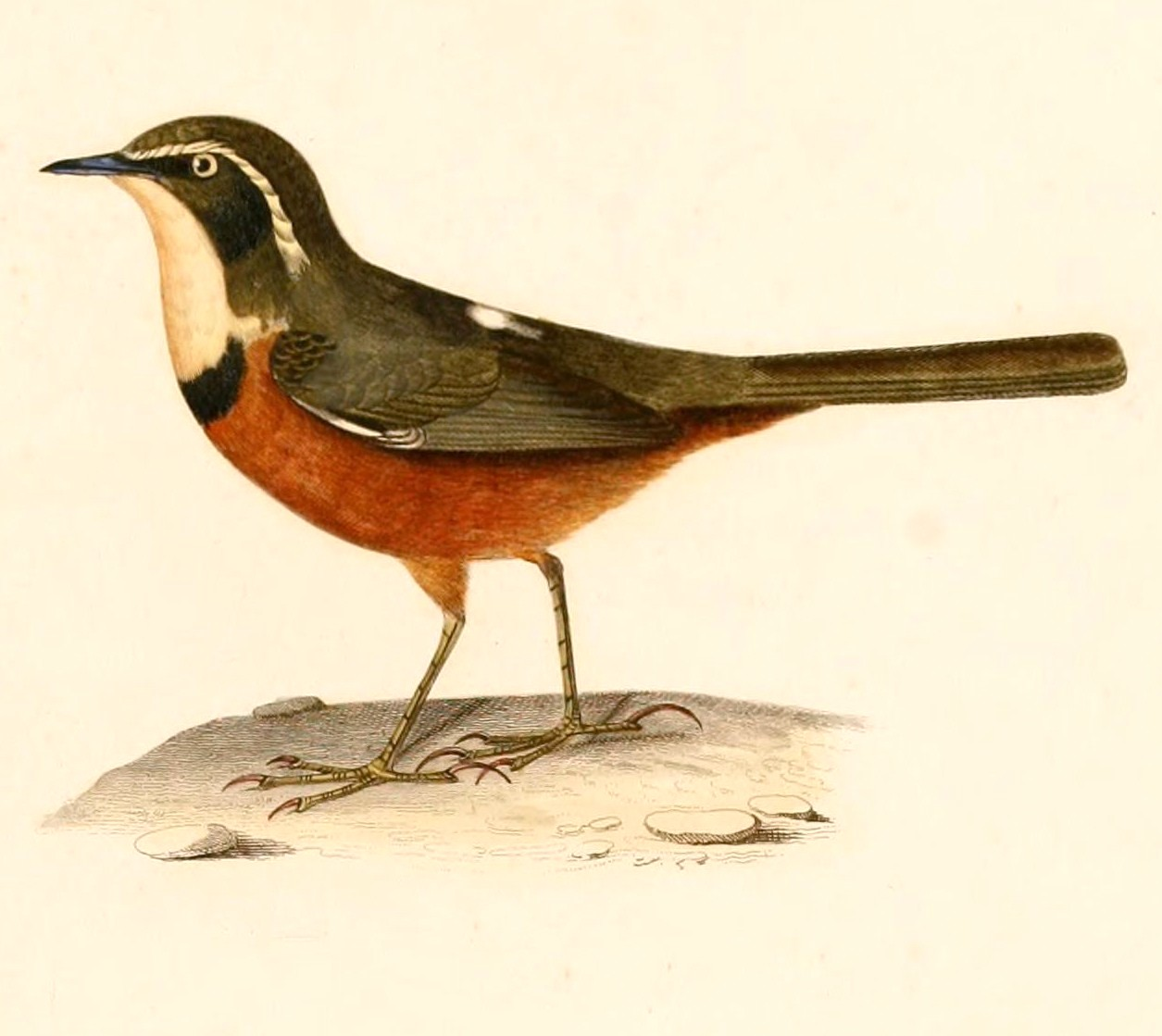
Оливковошапочный кустарниковый топаколо, работа Альсида Дессалина д’Орбиньи, 1847

Кустарниковые топаколо обитают в пустынных кустарниках. Как правило, птицы питаются на земле, однако нет каких-либо сообщений об их рационе. Ожерелковый и оливковошапочный кустарниковые топаколо широко распространена в центральной и южной Бразилии, Боливии, Парагвае и северной Аргентине, в то время как украшенный и длиннохвостый виды имеют ограниченный ареал в Перу и Эквадоре.

## Поведение
О поведении кустарниковых топаколо мало что известно. Гнездо птиц этого рода представляет собой 15 см высокую чашу, построенную из растительных волокон и пальмовых листьев, спрятанную в траве или мелких кустарниках близ земли. В кладке два-три яйца белого цвета с крапинками или чёрными пятнами.

## Состояние численности
Ни один из видов, по мнению МСОП, не находится под угрозой исчезновения вследствие влияния человека.

## Список видов
Международный союз орнитологов относит к роду 5 видов:
- Melanopareia torquata (Wied-Neuwied, 1831) — Ожерелковый кустарниковый топаколо
- Melanopareia maximiliani (d'Orbigny, 1835) — Оливковошапочный кустарниковый топаколо
- Melanopareia elegans (Lesson, 1844) — Украшенный кустарниковый топаколо
- Melanopareia maranonica Chapman, 1924 — Длиннохвостый кустарниковый топаколо
- Melanopareia bitorquata (d'Orbigny & Lafresnaye, 1837)